# Ao Vivo em Vitória
Ao Vivo em Vitória é um álbum ao vivo da dupla sertaneja João Neto & Frederico, lançado em 21 de abril de 2014 pela Som Livre.  O show de gravação aconteceu no Ginásio Álvares Cabral em Vitória (ES) no dia 5 de dezembro de 2013, e trouxe as participações de Bruno & Marrone, César Menotti & Fabiano, Cristiano Araújo, Henrique & Juliano  e Gregory & Rafael.

## Faixas
| N.º | Título                                             | Duração |  |
| 1.  | "Eu Sou Aquele"                                    | 3:12    |  |
| 2.  | "Chamam Isso de Traição" (Part. Bruno & Marrone)   | 2:57    |  |
| 3.  | "Só Tomando Uma"                                   | 2:52    |  |
| 4.  | "Ele Não Vai Mudar"                                | 3:29    |  |
| 5.  | "É Só Eu Melhorar" (Part. César Menotti & Fabiano) | 2:57    |  |
| 6.  | "Cama e Casa Separada"                             | 2:46    |  |
| 7.  | "Última Dose" (Part. Cristiano Araújo)             | 3:01    |  |
| 8.  | "Preciso"                                          | 2:58    |  |
| 9.  | "Pode Isso Produção" (Part. Henrique & Juliano)    | 3:02    |  |
| 10. | "É Claro Que Eu Tô"                                | 2:33    |  |
| 11. | "Minha Fantasia"                                   | 3:07    |  |
| 12. | "Presto Pouco" (Part. Gregory & Rafael)            | 2:53    |  |
| 13. | "Engarrafamento"                                   | 3:02    |  |
| 14. | "Bebeu Fudeu"                                      | 2:28    |  |